# Campeonato Ecuatoriano de Fútbol 1973
El Campeonato Ecuatoriano de Fútbol 1973, conocido oficialmente como «Campeonato Nacional de Fútbol 1973», fue la 15.ª edición del Campeonato nacional de fútbol profesional de la Primera Categoría en Ecuador. El torneo fue organizado por la Asociación Ecuatoriana de Fútbol (hoy Federación Ecuatoriana de Fútbol). En esta temporada no hubo ascensos.
El torneo se disputó con 12 equipos, en tres etapas; una primera bajo la modalidad de sistema de todos contra todos, donde los ocho primeros clasificaron a una segunda etapa en busca del título y los cuatro últimos disputan un Cuadrangular del No Descenso a dos vueltas. Para disputar el título en el Octagonal clasifican los tres equipos con el mejor puntaje acumulado en las dos primeras etapas; primero juegan una semifinal el segundo y tercer equipo y el ganador disputa el título contra el equipo con mejor puntaje acumulado.
El Nacional se coronó campeón por segunda vez en su historia.
Este torneo no contó con la Liga Deportiva Universitaria, que jugó por única vez en el torneo provincial de la Segunda Categoría de la AFNA de Pichincha dentro de la Segunda Categoría, tercera división del fútbol ecuatoriano, tras haber sufrido su primer descenso histórico, después de haber permanecido en la Primera División ininterrumpidamente desde 1960. Por contra, por primera vez en más de 12 años, la Liga Deportiva Universitaria no participó en la máxima categoría.

## Sistema de juego
El torneo de 1973 se jugó en 3 etapas. La primera, con 12 equipos, en encuentros de ida y vuelta, bajo la modalidad de sistema de todos contra todos. Luego de los 22 partidos por equipo, los 4 últimos disputaron un cuadrangular del no descenso y los 8 primeros, una segunda etapa, disputada en una serie de encuentros de ida y vuelta, al mismo tiempo que el cuadrangular del no descenso, en la que los 2 últimos descendieron.
El equipo ganador de la segunda etapa, automáticamente, estuvo clasificado a la tercera para definir el título. Su rival salió del enfrentamiento entre el conjunto ubicado en segunda posición, en la segunda etapa, y el cuadro que mejor puntaje había acumulado en las 2. En ambos casos, se jugaron partidos de ida y vuelta. El ganador fue el nuevo campeón.

## Relevo anual de clubes
| Pos.  | de la Segunda etapa de la Serie B |
| ----- | --------------------------------- |
| 1º    | Deportivo Cuenca                  |
| 3º    | 9 de Octubre                      |
| Prom. | Guayaquil Sport                   |
| Prom. | Universidad Católica              |

| Pos.  | de la Segunda etapa de la Serie A |
| ----- | --------------------------------- |
| Prom. | Liga de Quito                     |

| Pos.  | de la Segunda Categoría de Chimborazo |
| ----- | ------------------------------------- |
| Prom. | Atlético Riobamba                     |

## Datos de los clubes
| Equipo               | Ciudad     | Provincia  |
| -------------------- | ---------- | ---------- |
| América de Quito     | Quito      | Pichincha  |
| Atlético Riobamba    | Riobamba   | Chimborazo |
| Barcelona            | Guayaquil  | Guayas     |
| Deportivo Cuenca     | Cuenca     | Azuay      |
| Deportivo Quito      | Quito      | Pichincha  |
| El Nacional          | Quito      | Pichincha  |
| Emelec               | Guayaquil  | Guayas     |
| Guayaquil Sport      | Guayaquil  | Guayas     |
| Liga de Portoviejo   | Portoviejo | Manabí     |
| Macará               | Ambato     | Tungurahua |
| Universidad Católica | Quito      | Pichincha  |
| 9 de Octubre         | Guayaquil  | Guayas     |

## Equipos por ubicación geográfica
| Provincia  | N.º | Equipos                                                                   |
| ---------- | --- | ------------------------------------------------------------------------- |
| Pichincha  | 4   | - América de Quito - Deportivo Quito - El Nacional - Universidad Católica |
| Guayas     | 4   | - Barcelona - Emelec - Guayaquil Sport - 9 de Octubre                     |
| Azuay      | 1   | - Deportivo Cuenca                                                        |
| Chimborazo | 1   | - Atlético Riobamba                                                       |
| Manabí     | 1   | - Liga de Portoviejo                                                      |
| Tungurahua | 1   | - Macará                                                                  |

| Liga de Portoviejo Barcelona Emelec Guayaquil Sport 9 de Octubre Universidad Católica El Nacional Deportivo Quito América de Quito Deportivo Cuenca Atlético Riobamba Macará |

## Primera etapa

### Partidos y resultados
| Local/Visita         | AME | ATR | BAR | CUE | QUI | NAC | EME | GSC | LDUP | MAC | CAT | 9OC |
| -------------------- | --- | --- | --- | --- | --- | --- | --- | --- | ---- | --- | --- | --- |
| América de Quito     |     | 2-1 | 1-0 | 3-1 | 2-0 | 0-0 | 2-0 | 2-0 | 3-1  | 3-1 | 1-1 | 0-1 |
| Atlético Riobamba    | 1-1 |     | 2-2 | 1-0 | 1-1 | 0-3 | 1-3 | 0-2 | 1-1  | 0-2 | 2-0 | 1-1 |
| Barcelona            | 2-1 | 4-0 |     | 2-1 | 3-0 | 1-2 | 2-1 | 2-1 | 1-1  | 3-0 | 3-0 | 1-1 |
| Deportivo Cuenca     | 2-1 | 4-1 | 1-1 |     | 1-0 | 1-1 | 1-2 | 3-1 | 3-0  | 4-0 | 0-1 | 1-0 |
| Deportivo Quito      | 1-0 | 2-2 | 2-2 | 1-0 |     | 2-0 | 2-1 | 4-0 | 1-2  | 1-2 | 1-1 | 3-1 |
| El Nacional          | 2-2 | 3-3 | 0-2 | 2-0 | 1-1 |     | 0-0 | 1-0 | 3-2  | 3-2 | 1-1 | 2-0 |
| Emelec               | 1-0 | 0-1 | 1-2 | 2-0 | 3-1 | 2-2 |     | 2-1 | 1-0  | 1-2 | 2-1 | 0-1 |
| Guayaquil Sport      | 1-1 | 1-0 | 1-0 | 1-0 | 1-2 | 2-0 | 2-4 |     | 1-2  | 1-2 | 2-2 | 1-1 |
| Liga de Portoviejo   | 1-0 | 7-1 | 0-0 | 2-0 | 5-0 | 0-0 | 3-3 | 3-0 |      | 1-1 | 3-0 | 2-2 |
| Macará               | 3-1 | 1-1 | 0-0 | 1-1 | 4-4 | 0-0 | 2-0 | 5-1 | 1-2  |     | 0-1 | 1-5 |
| Universidad Católica | 3-2 | 2-1 | 1-1 | 0-0 | 1-0 | 1-1 | 1-0 | 1-0 | 2-1  | 3-3 |     | 1-0 |
| 9 de Octubre         | 1-2 | 2-0 | 0-0 | 0-1 | 2-3 | 0-1 | 1-0 | 3-0 | 0-0  | 3-1 | 0-0 |     |

### Tabla de posiciones
|  |  |     | Equipo               | PJ | PG | PE | PP | GF | GC | DG  | PTS |
|  |  | --- | -------------------- | -- | -- | -- | -- | -- | -- | --- | --- |
|  |  | 1.  | Barcelona            | 22 | 10 | 9  | 3  | 34 | 17 | +17 | 29  |
|  |  | 2.  | Universidad Católica | 22 | 10 | 8  | 4  | 25 | 24 | +1  | 28  |
|  |  | 3.  | El Nacional          | 22 | 8  | 11 | 3  | 28 | 22 | +6  | 27  |
|  |  | 4.  | Liga de Portoviejo   | 22 | 9  | 8  | 5  | 38 | 24 | +14 | 26  |
|  |  | 5.  | Deportivo Quito      | 22 | 8  | 6  | 8  | 32 | 35 | -3  | 22  |
|  |  | 6.  | América de Quito     | 22 | 9  | 3  | 10 | 29 | 24 | +5  | 21  |
|  |  | 7.  | 9 de Octubre         | 22 | 7  | 7  | 8  | 25 | 21 | +4  | 21  |
|  |  | 8.  | Emelec               | 22 | 9  | 3  | 10 | 29 | 27 | +2  | 21  |
|  |  | 9.  | Macará               | 22 | 7  | 7  | 8  | 34 | 39 | -5  | 21  |
|  |  | 10. | Deportivo Cuenca     | 22 | 8  | 4  | 10 | 25 | 23 | +2  | 20  |
|  |  | 11. | Atlético Riobamba    | 22 | 4  | 7  | 11 | 20 | 43 | -23 | 15  |
|  |  | 12. | Guayaquil Sport      | 22 | 5  | 3  | 14 | 20 | 40 | -20 | 13  |

PJ = Partidos jugados; PG = Partidos ganados; PE = Partidos empatados; PP = Partidos perdidos; GF = Goles a favor; GC = Goles en contra; DG = Diferencia de gol; PTS = Puntos
|  | Clasificaron al Octagonal final.              |
|  | Clasificaron al Cuadrangular del No Descenso. |

## Segunda etapa

### Octagonal final

#### Partidos y resultados
| Local/Visita         | AME | BAR | QUI | NAC | EME | LDUP | CAT | 9OC |
| -------------------- | --- | --- | --- | --- | --- | ---- | --- | --- |
| América de Quito     |     | 0-1 | 1-0 | 1-0 | 1-0 | 1-1  | 0-1 | 0-0 |
| Barcelona            | 4-0 |     | 0-1 | 2-4 | 1-1 | 4-0  | 1-1 | 1-0 |
| Deportivo Quito      | 3-2 | 2-1 |     | 2-0 | 1-1 | 2-1  | 4-3 | 2-2 |
| El Nacional          | 1-1 | 6-0 | 4-2 |     | 3-2 | 5-0  | 1-0 | 2-0 |
| Emelec               | 4-1 | 2-1 | 5-2 | 1-0 |     | 1-0  | 1-3 | 2-1 |
| Liga de Portoviejo   | 1-1 | 0-0 | 1-1 | 1-1 | 2-2 |      | 0-0 | 1-0 |
| Universidad Católica | 4-0 | 1-0 | 0-1 | 0-0 | 2-0 | 1-0  |     | 3-1 |
| 9 de Octubre         | 0-0 | 2-3 | 0-0 | 1-1 | 0-0 | 1-3  | 1-2 |     |

#### Tabla de posiciones
|  |  |    | Equipo               | PJ | PG | PE | PP | GF | GC | DG  | PTS |
|  |  | -- | -------------------- | -- | -- | -- | -- | -- | -- | --- | --- |
|  |  | 1. | Universidad Católica | 14 | 8  | 3  | 3  | 21 | 10 | +11 | 19  |
|  |  | 2. | El Nacional          | 14 | 6  | 6  | 2  | 27 | 13 | +14 | 18  |
|  |  | 3. | Deportivo Quito      | 14 | 7  | 4  | 3  | 23 | 21 | +2  | 18  |
|  |  | 4. | Emelec               | 14 | 7  | 3  | 4  | 24 | 18 | +6  | 17  |
|  |  | 5. | Barcelona            | 14 | 5  | 3  | 6  | 19 | 20 | -1  | 13  |
|  |  | 6. | Liga de Portoviejo   | 14 | 2  | 7  | 5  | 11 | 20 | -9  | 11  |
|  |  | 7. | América de Quito     | 14 | 2  | 6  | 6  | 9  | 21 | -12 | 10  |
|  |  | 8. | 9 de Octubre         | 14 | 0  | 6  | 8  | 9  | 20 | -11 | 6   |

PJ = Partidos jugados; PG = Partidos ganados; PE = Partidos empatados; PP = Partidos perdidos; GF = Goles a favor; GC = Goles en contra; DG = Diferencia de gol; PTS = Puntos
|  | Clasificaron a la Etapa final. |
|  | Descendieron a la Serie B.     |

### Cuadrangular del No Descenso

#### Partidos y resultados
| Local/Visita      | ATR | CUE | GSC | MAC | ATR | CUE | GSC | MAC |
| ----------------- | --- | --- | --- | --- | --- | --- | --- | --- |
| Atlético Riobamba |     | 1-0 | 1-1 | 0-0 |     | 0-3 | 1-1 | 1-1 |
| Deportivo Cuenca  | 0-0 |     | 4-0 | 2-1 | 2-0 |     | 4-0 | 1-1 |
| Guayaquil Sport   | 0-0 | 0-0 |     | 2-2 | 2-0 | 1-2 |     | 2-1 |
| Macará            | 1-1 | 1-3 | 7-1 |     | 1-0 | 1-0 | 1-0 |     |

#### Tabla de posiciones
|  |  |    | Equipo            | PJ | PG | PE | PP | GF | GC | DG  | PTS |
|  |  | -- | ----------------- | -- | -- | -- | -- | -- | -- | --- | --- |
|  |  | 1. | Deportivo Cuenca  | 12 | 7  | 3  | 2  | 21 | 6  | +15 | 17  |
|  |  | 2. | Macará            | 12 | 4  | 4  | 4  | 18 | 13 | +5  | 12  |
|  |  | 3. | Guayaquil Sport   | 12 | 3  | 4  | 5  | 10 | 23 | -13 | 10  |
|  |  | 4. | Atlético Riobamba | 12 | 1  | 7  | 4  | 5  | 12 | -7  | 9   |

PJ = Partidos jugados; PG = Partidos ganados; PE = Partidos empatados; PP = Partidos perdidos; GF = Goles a favor; GC = Goles en contra; DG = Diferencia de gol; PTS = Puntos
|  | Descendió a la Segunda Categoría del Guayas.    |
|  | Descendió a la Segunda Categoría de Chimborazo. |

## Tabla general
|  |  |    | Equipo               | PJ | PG | PE | PP | GF | GC | DG  | PTS |
|  |  | -- | -------------------- | -- | -- | -- | -- | -- | -- | --- | --- |
|  |  | 1. | Universidad Católica | 36 | 18 | 11 | 7  | 46 | 34 | +12 | 47  |
|  |  | 2. | El Nacional          | 36 | 14 | 17 | 5  | 55 | 35 | +20 | 45  |
|  |  | 3. | Barcelona            | 36 | 15 | 12 | 9  | 52 | 37 | +12 | 42  |
|  |  | 4. | Deportivo Quito      | 36 | 15 | 10 | 11 | 55 | 56 | -1  | 40  |
|  |  | 5. | Emelec               | 36 | 16 | 6  | 14 | 53 | 45 | +8  | 38  |
|  |  | 6. | Liga de Portoviejo   | 36 | 11 | 15 | 10 | 49 | 44 | +5  | 37  |
|  |  | 7. | América de Quito     | 36 | 11 | 9  | 16 | 38 | 45 | -7  | 31  |
|  |  | 8. | 9 de Octubre         | 36 | 7  | 13 | 16 | 34 | 41 | -7  | 27  |

PJ = Partidos jugados; PG = Partidos ganados; PE = Partidos empatados; PP = Partidos perdidos; GF = Goles a favor; GC = Goles en contra; DG = Diferencia de gol; PTS = Puntos
|  | Clasificaron a la Etapa final. |

## Etapa final
Los equipos que clasificaron a la etapa final:
Clasificados a la semifinal
- Barcelona (Ganador de la 1ª etapa)
- El Nacional (segundo de la tabla general)

Clasificado a la final
- Universidad Católica  (por ser el equipo mejor ubicado en la tabla general)

### Semifinal
La disputaron entre El Nacional (segundo de la tabla general) y Barcelona (Ganador de la 1ª etapa), ganando la serie el cuadro militar.
| Fecha                                                                                  | Ciudad    | Equipo local | Resultado | Equipo visitante |
| -------------------------------------------------------------------------------------- | --------- | ------------ | --------- | ---------------- |
| 6 de enero de 1974                                                                     | Quito     | El Nacional  | 3 - 1     | Barcelona        |
| 13 de enero de 1974                                                                    | Guayaquil | Barcelona    | 3 - 2     | El Nacional      |
| 20 de enero de 1974                                                                    | Cuenca    | El Nacional  | 2 - 0     | Barcelona        |
| El Nacional clasificó a la final al ganar la definición con el marcador global de 7-4. |           |              |           |                  |

### Final
La disputaron entre El Nacional y Universidad Católica, ganando el equipo militar.
| Fecha                                                    | Ciudad | Equipo local         | Resultado | Equipo visitante     |
| -------------------------------------------------------- | ------ | -------------------- | --------- | -------------------- |
| 27 de enero de 1974                                      | Quito  | El Nacional          | 2 - 0     | Universidad Católica |
| 3 de febrero de 1974                                     | Quito  | Universidad Católica | 3 - 3     | El Nacional (C)      |
| El Nacional es el campeón con el marcador global de 5-3. |        |                      |           |                      |

- Los dos equipos que pasaron a la final clasificaron a la Copa Libertadores 1974

### Campeón
|                                               |
|                                               |
| Campeón Club Deportivo El Nacional 2.º título |

## Juegos de Promoción
| Fecha    | Equipo                | Resultado | Equipo                |
| -------- | --------------------- | --------- | --------------------- |
| 10.03.74 | Técnico Universitario | 1-2       | Aucas                 |
| 17.03.74 | Aucas                 | 2-1       | Patria                |
| 07.04.74 | Aucas                 | 2-1       | Técnico Universitario |

 NOTA: Para esta etapa se jugó en una sola fase la única fase se jugó el subcampeón de la Segunda Categoría de Pichincha de 1973, que fue Aucas contra el equipo que sea guayaquileño se salió en que el subcampeón de la Segunda Categoría del Guayas de 1973, que fue Patria, el ganador se enfrentó ante el campeón de la Segunda Categoría de Tungurahua de 1973; siempre y cuando este sea de Ambato en caso de que dicho equipo logró pasar esta fase en este caso Aucas ascendió a la Serie B para la temporada de 1974, mientras los perdedores en este caso Técnico Universitario permaneció en la Segunda Categoría de Tungurahua y Patria permaneció en la Segunda Categoría del Guayas.

### Clasificación final
|                                  |                                                                        |                                                      |
| Aucas Ascendió a la Serie B 1974 | Técnico Universitario Permaneció en la Segunda Categoría de Tungurahua | Patria Permaneció en la Segunda Categoría del Guayas |

## Goleadores
| Jugador         | Equipo           | Goles |
| --------------- | ---------------- | ----- |
| Ángel Marín     | América de Quito | 18    |
| Félix Lasso     | Emelec           | 16    |
| Ítalo Estupiñan | El Nacional      | 15    |